# جوكندار
الجوكندار عرّفه القلقشندي في صبح الأعشى أنه لقب على الذي يحمل الجوكان (الصولجان، وهو المحجن الذي تضرب به الكرة) مع السلطان في لعب الكرة (البولو)، ويجمع على جوكان دارية.